# Пороховой погреб (Тарту)
Пороховой погреб (эст. Püssirohukelder) — бывшее крепостное сооружение в Тарту, улица Лосси, 28.

## История
Устроен в 1767 (по другим данным — 1778) году во рву или естественном овраге, отделявшем епископский замок на Тоомемяги от предкрепостного бастиона. Руководил работами (в целом по укреплению Тарту) генерал А. де Вильбуа. При строительстве бастиона были использованы кирпичи епископской резиденции и руин средневековой тартуской крепости. Главное помещение погреба имело размеры 24×10 м.
Использовался по назначению до 1809 года. Близлежащая территория холма Тоомемяги со всеми на нём постройками ещё ранее, в 1800 году, была передана Тартускому университету, и с 1817 года освобождённый от взрывчатых веществ погреб стал использоваться как университетский склад для продовольствия, средств пожарной охраны и строительных материалов.
В 1827 году погреб был взят в аренду торговцем Й. Р. Шраммом и стал складом бочек с пивом.
В 1869 году погреб был задействован факультетом математики и физики Университета для проведения научной работы, связанной с изучением землетрясений и магнетизма.
После Второй мировой войны погреб использовался как городское овощехранилище.
В 1960 году были произведены археологические раскопки и принято решение реставрировать историческую достопримечательность, погреб был признан пригодным для организации в нём пункта общественного пользования. В 1982 году здесь открыли популярное кафе (архитектор Инна Комоний), проработавшее до 1999 года.
В 2000 году помещения порохового погреба переоборудовали под ресторан «Пюссирохукельдер» (в переводе с эстонского — Пороховой погреб).